# Arthur Arz von Straußenburg
Arthur Freiherr Arz von Straußenburg (16 de junho de 1857 – 1 de julho de 1935) foi um oficial, de patente de coronel-general, que serviu no Exército Austro-Húngaro, sendo seu último Chefe do Estado-Maior. No começo da Primeira Guerra Mundial, ele comandou a 15ª Divisão de Infantaria. 
Pouco depois foi promovido para comandante do VI Corpo do exército e depois foi para o 1º Exército. Ele participou de várias campanhas, desde 1915, lutando nas frentes Oriental, Romena e Italiana. Ao assumir o Estado-Maior das forças austro-húngaras, em 1917, teve que lidar com o estado precário de suas tropas. Neste período, ele testemunhou uma maior participação alemã no front italiano e viu boa parte de seus soldados cair sob comando germânico. Vieram então algumas vitórias, mais notavelmente em Caporetto (novembro de 1917), mas o desastre veio na Batalha do Rio Piave (junho de 1918). Arz assumiu a responsabilidade pela derrota no Piave e tentou se afastar do Estado-Maior, porém o imperador Carlos I não aceitou. Quatro meses mais tarde, o exército austro-húngaro entrou em colapso após a derrota na Batalha de Vittorio Veneto. Em 3 de novembro, a Áustria assinou com a  Itália o Armistício de Villa Giusti. Nesse mesmo dia, Arthur von Straußenburg formalmente renunciou seu comando.
Após a primeira grande guerra, ele se mudou para Viena. Como a Áustria teve que ceder a Transilvânia para a Romênia, Arthur Arz decidiu não voltar para sua terra natal. Embora fosse agora cidadão húngaro na Europa pós-guerra (mesmo sendo etnicamente alemão), o governo da Hungria inicialmente lhe negou uma pensão de veterano, forçando-o a viver em muita dificuldade. Em 1926, autoridades húngaras finalmente lhe renderam uma pensão, que ele tinha que ir a Budapeste para receber. Nesse meio tempo, Arz escreveu suas memórias. Ao contrário de outros oficiais e generais, ele não tentou se justificar pela derrota ou fez qualquer comentário político.
Faleceu em julho de 1935 de um ataque cardíaco, na cidade de Budapeste, enquanto estava indo coletar mais um pagamento de pensão. Foi enterrado no Cemitério de Kerepesi.